# Gare de Lyon-Saint Paul
Gare de Lyon-Saint Paul – stacja kolejowa w Lyonie, w regionie Owernia-Rodan-Alpy, we Francji. Stacja posiada 2 perony.